# 163626 Glatfelter
163626 Glatfelter è un asteroide della fascia principale. Scoperto nel 2002, presenta un'orbita caratterizzata da un semiasse maggiore pari a 3,1993260 UA e da un'eccentricità di 0,1578299, inclinata di 2,36281° rispetto all'eclittica.